# 가이드너땃쥐쥐
가이드너쥐(Mus pahari)는 쥐과 생쥐속에 속하는 설치류의 일종이다. 중국과 인도 라오스, 미얀마, 태국, 베트남에서 발견된다.

## 특징
꼬리 길이 70~100mm를 제외한 몸길이가 75~105mm인 작은 설치류다. 발 길이는 19~22mm이고 귀 길이는 15mm, 몸무게는 최대 25g이다. 등 쪽 털은 청색 기미의 어두운 회색부터 갈색빛 회색까지 띠는 반면에 배 쪽은 회색이다. 주둥이는 길고 뾰족하며 눈과 귀는 비교적 작다. 핵형은 2n=48, FN=48이다.

## 생태
야행성, 육상성 동물이지만 나무에 오르기도 한다. 땅 위에 구형의 둥지를 만든다. 먹이는 주로 곤충이다.

## 분포 및 서식지
인도 북부와 동부, 부탄, 미얀마를 거쳐 중국과 캄보디아까지 널리 분포한다. 해발 200m와 2,000m 사이의 일이차 산지림에서 서식한다. 숲 가장자리를 따라 서식한다.

## 아종
2종의 아종이 알려져 있다.
- M. p. pahari - 인도 시킴주와 아삼주, 아루나찰프라데시주 남부, 메갈라야주, 미조람주, 마니푸르주, 나갈랜드주, 서벵골주 동부, 부탄, 미얀마 서부와 북부 및 동부, 중국 티베트 자치구와 윈난성, 구이저우성, 쓰촨성, 광시 좡족 자치구, 라오스, 베트남 북서부와 서부, 캄보디아 남부와 서부.
- M. p. gairdneri (Kloss, 1920) - 태국 북서부.